# Egmont Lüftner
Egmont „Monti“ Lüftner (* 12. November 1931 in Leoben, Steiermark; † 7. Mai 2009 in Garching bei München) war ein österreichischer Musikmanager.

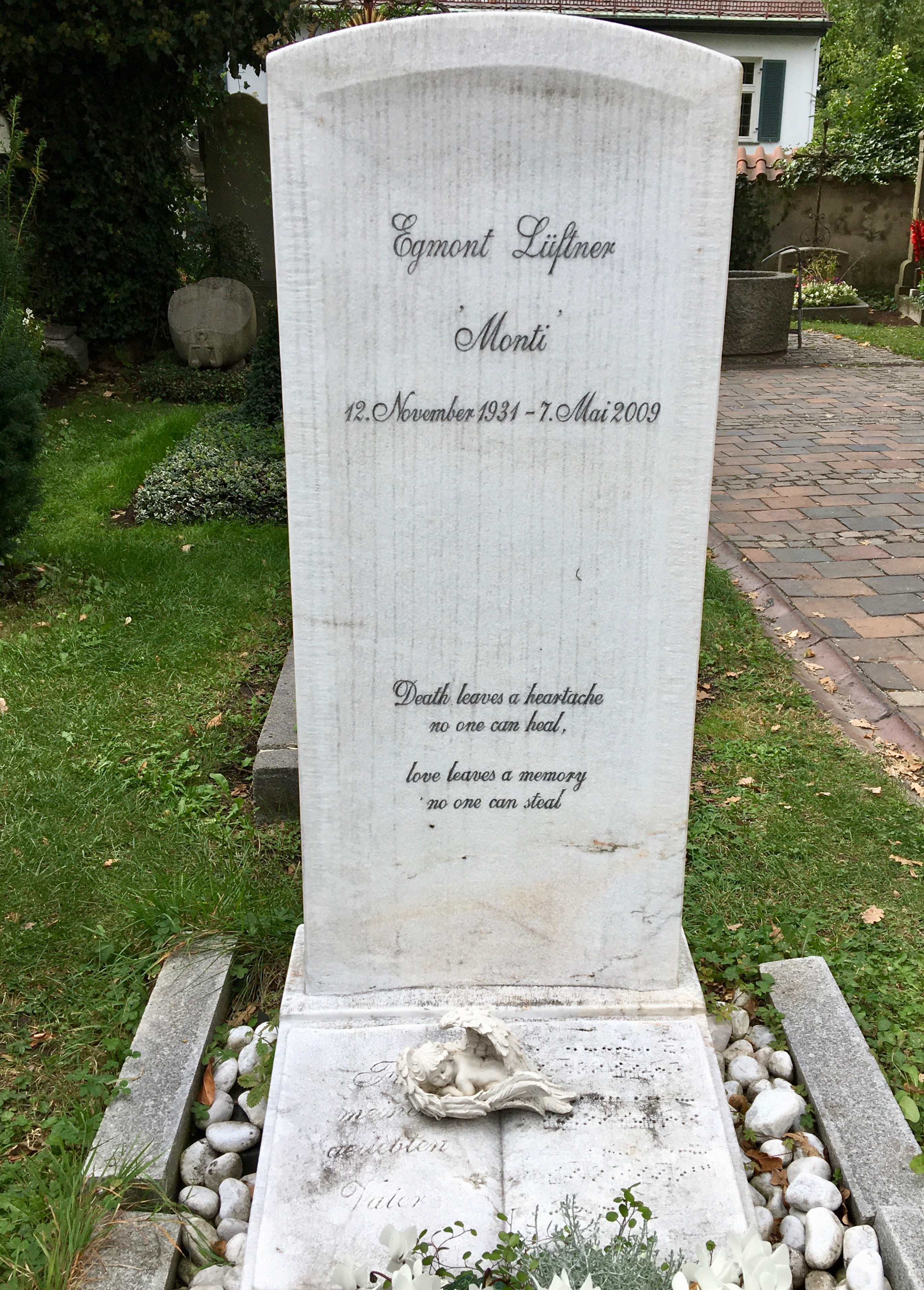
Grab von Monti Lüftner am Bogenhauser Friedhof in München

## Werdegang
Lüftner legte 1949 in Graz die Matura ab und studierte im Anschluss Volkswirtschaft an der Universität Wien. Um seinen Lebensunterhalt zu finanzieren, arbeitete er unter anderem in einem Stahlwerk, später als Buchverkäufer bei Bertelsmann. Diese Tätigkeit ebnete ihm den Einstieg in das Musikgeschäft. Nachdem er 1956 die Universität mit Auszeichnung abgeschlossen hatte, gründete er für Bertelsmann die Plattenfirma Ariola Schallplatten GmbH in Österreich. 1964 kam er als Geschäftsführer nach München. 
Künstler wie Udo Jürgens, Peter Alexander, Rex Gildo, Mireille Mathieu  und Heintje wurden mit seiner Hilfe zu Stars. Auch Michael Holm und The Hollies konnte er an die Ariola bzw. BMG-Ariola binden. Später gehörten Tina Turner und Amanda Lear sowie Whitney Houston, Bob Marley und Cat Stevens zu den Sängern, die von ihm in Deutschland vermarktet wurden. Außerdem arbeitete Lüftner mit dem Musiker, Komponisten und Produzenten Dieter Bohlen und entdeckte Frank Farian, den späteren Gründer von Boney M.
1967 übernahm Lüftner die Generaldirektion der ausländischen Niederlassungen der Ariola-Eurodisc. Als Bertelsmann 1969 den Vertrieb der Ariola von Gütersloh nach München verlegte, übernahm Lüftner zusammen mit Friedel Schmidt die Leitung der Ariola-Eurodisc-Produktionsgesellschaft. Unter seiner Ägide entwickelte sich das Label zur viertgrößten Plattenfirma der Welt.
1972 wurde Lüftner Direktor der Musiksparte des Bertelsmann-Konzerns, die er kontinuierlich aufbaute und auf die Bereiche Film und Fernsehen erweiterte.
Seit 1977 gehörte Lüftner dem Konzern-Vorstand von Bertelsmann an. 1987 kam es zur Gründung der Bertelsmann Music Group, bei der Lüftner die Position des Co-Chairmans übernahm. Anfang der 1990er Jahre verließ er Bertelsmann als Vice Chairman und President of Artist & Repertoire und CEO / President von BMG im deutschsprachigen Raum nach 36 Jahren Konzernzugehörigkeit und ging in den Ruhestand.
Am Wörthersee und in München organisierte er das Prominenten-Tennis-Turnier Monti-Cup.
Aus einer Beziehung mit der früheren RTL-Moderatorin Isolde Tarrach stammt eine Tochter.
Am 7. Mai 2009 wurde er auf einem Wertstoffhof in Garching bei München von einem Lkw überfahren und getötet.
Um sein Erbe endstand nach seinem Tod ein Rechtsstreit, in dem seiner Tochter Tracy die Hälfte des Erbes zugesprochen wurde. Lüftners Urne ist neben dem Grab von Rainer Werner Fassbinder auf dem Bogenhausener Friedhof in München bestattet.

## Auszeichnungen
- 2008: DIVA – Deutscher Entertainment Preis (Hall of Fame)